# Arab Loutfi
Arab Loutfi (àrab: عرب لطفي, ʿArab Luṭfī) (Sidó, 26 de juny de 1953) és una periodista, guionista i directora de cinema libanesa.
Nascuda el 26 de juny de 1953 a la ciutat libanesa de Sidó, residí al Caire des de 1981. La seva família era de classe mitjana i políticament liberal, i la seva germana gran Nabeeha Loutfi també esdevingué directora de cinema. A la capital egípcia estudià Dret abans de passar-se al departament d'edició cinematogràfica de l'Institut Superior de Cinema del Caire. L'any 1992 fundà, juntament amb d'altres persones, el centre de recerca de dones Ma'an (‘Juntes’).
Desenvolupà el càrrec de membre del jurat en diversos festivals de cinema com ara el Festival Internacional de Cinema Documental Aljazeera, el Festival Internacional de Cinema de Dubai, el Festival de Cinema Docu-days, el Festival Internacional de Cinema Ismailia, entre d'altres. També fou invitada d'honor en nombrosos certamens i esdeveniments de cinema internacional. També desenvolupa un paper actiu com a membre de la Unió Àrab de Directors de Cinema Documental i de la Unió de Crítics de Cinema Egipcis.

## Filmografia
Les obres cinematogràfiques que realitzà són:
- 2014: Mokatila Hatta waheya To’ed Shay Alsabah ("A fighter even when she's preparing the morning Tea"), documental.
- 2008: Ala Ajsadehim ("Over their dead bodies"), documental.
- 2007: Ehki ya Asfoura ("Tell your tale little bird"), documental.
- 2006: Gorfa mothlema, hayat mode'a ("Dark room, Radiant life"), documental.
- 2005: Al lo'b bi Al democratia ("Playing with democracy"), documental.
- 2004: Al-Hajj Madbouly, episodi docimental d'Under the Spotlights Series.
- 2003: Tayr Al-Hathar ("Bird of Prudence"), documental.
- 2001: Hekayat Min Ghaza ("Stories from Gaza"), documental.
- 2000: Zeyara Qasira ("Short Visit"), documental.
- 1999: Al-Farah Masry ("The Egyptian Wedding"), documental.
- 1998: Rango, documental.
- 1998: Saba’ Layali Wa Sobheya ("Seven Nights and a Dawn"), documental.
- 1993: Mer’ah Gamila ("Jamila's Mirror"), documental.
- 1992: Al-Gharqana ("The Drowning")
- 1991: Bawabat Al-Fawqa ("The upper Gate"), documental.
- 1989: Super-Market
- 1989: Qalb Al-Layl ("The Night’s Heart")
- 1988: Ahlam Hind Wa Kamiliya ("The Dreams of Hind and Kamelya")
- 1986: Zawgat Ragol Mohem ("The Wife of a VIP")
- 1983: Kharag Wa Lam Ya’od ("Lost")

## Premis i guardons
- Premi de la Unió Àrab de Directors de Cinema Documental de 1991, per la pel·lícula Bawabat Al-Fawqa ("The Upper Gate").[5]